# 4245 Nairc
4245 Nairc (1981 UC10) là một tiểu hành tinh vành đai chính.